# Samuel A. Foot
Samuel Augustus Foot, född 8 november 1780, död 15 september 1846 (hans efternamn stavades även Foote), var en amerikansk politiker, guvernör i Connecticut och satt i USA:s representanthus och USA:s senat.

## Tidigt liv
Samuel A. Foot föddes i Cheshire, Connecticut. Han tog examen från Yale College 1797 och läste juridik vid Litchfield Law School. Han avbröt sina juriststudier på grund av dålig hälsa och började arbeta med handel i New Haven. Han gifte sig med Eudocia Hull 1803 och de fick sju barn, varav det andra var amiralen Andrew Hull Foote. Han återvände till Cheshire 1813 och ägnade sig åt jordbruk.

## Politisk karriär
Samuel A. Foot var ledamot av Connecticuts representanthus 1817 och 1818. Han valdes därefter till USA:s representanthus, där han satt en första period från den 4 mars 1819 till den 3 mars 1821. Han var åter ledamot av delstatens representanthus från 1821 till 1823 och från 1825 till 1826, och var talman den senare perioden. Han valdes en andra gång till USA:s representanthus och tjänstgjorde från den 4 mars 1823 till den 3 mars 1825. Senare valdes han till USA:s senat och tjänstgjorde som senator en mandatperiod, från den 4 mars 1827 till den 3 mars 1833. I senaten blev han mest känd för den så kallade "Foot Resolution" av den 29 december 1829 för att begränsa försäljningen av offentligt ägd mark. Under debatten om denna resolution höll Daniel Webster ett tal känt som "Liberty and Union, one and inseparable, now and forever". Foot misslyckades med ett försök att bli omvald till senaten 1832.

## Guvernör
Foot valdes senare åter till USA:s representanthus och tjänstgjorde från den 4 mars 1833 till den 9 maj 1834, då han avgick för att bli guvernör i Connecticut. Han efterträdde Henry W. Edwards och satt som guvernör i en mandatperiod, som på den tiden var ettårig i Connecticut. I valet 1835 vann Henry W. Edwards, som därmed återkom som guvernör. Foot ställde upp i guvernörsvalet även året därpå, men förlorade igen mot Edwards.
Foot avled i Cheshire den 5 september on 1846 och begravdes på Hillside Cemetery.